# 세계관 (창작물)

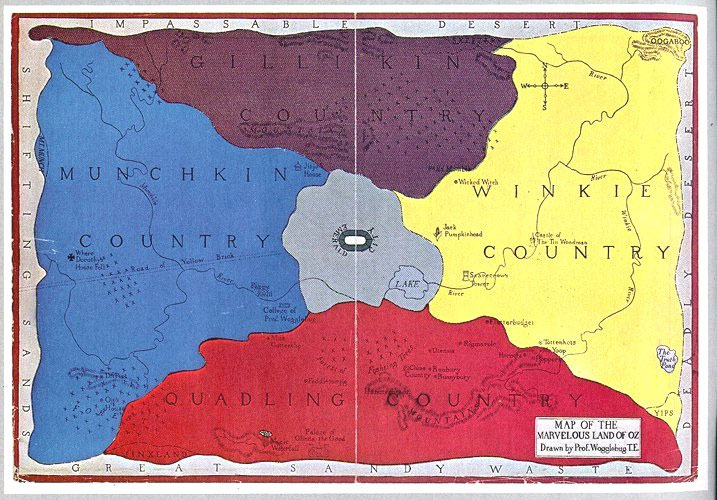
라이먼 프랭크 바움의 '오즈의 마법사'의 설정인 오즈의 땅의 지도.

세계관(世界觀, 영어: fictional world) 또는 가공 세계(架空世界)는 현실 세계와 다른 사건 또는 요소들이 존재한다고 가정하는 일관적인 설정이다. 상상의, 가공의 세계를 가리킨다. 허구 세계는 소설, 만화, 영화, 텔레비전 프로그램, 비디오 게임 등의 작품들에서 등장할 수 있다.
세계관, 작품 속 가공의 등장인물과 사건을 제외하면, 현실 세계와 거의 구별할 수 없는 경우도 있다. 다른 한편으로는 가공의 시간과 공간 원칙을 통해, 현실 세계와 거의 닮지 않을 수도 있다.
세계관은 현실 세계와 구별할 수 있을 정도로 다르게, 허구의 도시, 국가, 행성이 등장하거나, 세계와 역사에서의 사실이 다르거나, 마법이나 초광속 등 판타지나 과학 소설 속 개념들이 등장한다—특히 작품의 중점을 설정의 구체화에 두기도 한다.

## 개요
일반적인 설정과 세계관을 구별하는 기준은 구체화된 정도와 내적 일관성이다. 세계관은 작품 전체 또는 여러 작품에 걸쳐 등장해야 할 정립된 일관성과 내적 논리를 가지고 있다.
세계관은 잘 정립된 역사와 지리를 가지고 있으며, 지도와 연표들이 종종 작품에 포함된다. 심지어 새로운 언어들도 만들어질 수 있다. 하나의 세계관에서 작품들이 계속될 때에는, 설정에서 등장한 사실들이 바뀌지 않도록 주의가 요구된다. 세계관에서 현실 세계에 없는 마법 등의 개념들이 등장한다 하더라도, 이는 작가가 정한 규칙에 맞아야 한다.
구체적인 세계관의 유명한 예로는 J. R. R. 톨킨의 반지의 제왕과 실마릴리온에 등장하는 (가운데땅으로 많이 알려진)아르다가 있다. 그는 먼저 언어들을 만들고 세계를 설정했는데, 그에 따르면 "기본적으로 영감이 언어학적이었으며 요정의 말에 필요한 '역사'를 만들기 위해 시작되었다."
이후의 또다른 유명한 세계관은 영화 아바타에 등장하는데, 제임스 캐머런은, 그 가능성을 시험해 보기 위해, 과학자들과 함께 생태계 전체를 설정했다. 또한, 그는 언어학 전문가들에게 나비어를 만들게 했다.
성공적인 텔레비전 프로그램과 만화들은 다양한 에피소드와 주제들을 관리하기 위해 독자적인 "세계"를 만든다. 그 시리즈의 작가들은 시리즈의 설정이 되는 이야기 원칙을 따라야 한다.
몇몇 작가들은 여러 작품들이 같은 세계를 배경으로 한다는 것을 보이기 위해, 하나의 작품 속 요소들과 등장인물들을 다른 작품에서 등장시키기도 한다.

## 규모
로버트 E. 하워드의 야만인 코난 시리즈 등에서의 세계관들은 세계 규모를 다루며, 스타워즈, 배틀테크 등은 은하 규모 이상을 다룬다.
세계관은 심지어 꿈, "시간 여행", "평행 세계" 등의 문학적 장치들을 통해 하나 이상의 세계들을 다룰 수도 있다. 그렇게 연결된 세계들은 "다중 세계"라고도 불린다. 이러한 기법은 주로 20세기 중반 이후의 과학 소설에 등장한다.
스타 트렉 고전 시리즈에서는 엔터프라이즈 우주선의 인원들이 연민을 보이지 않는 잔인한 성격이 된 "거울 세계"가 등장한다. 2009년의 영화 스타 트렉: 더 비기닝은 "대체 현실"을 만들어서 스타 트렉 프랜차이즈의 지속성 논쟁을 멈췄다.

## 형식
세계관은 조지 오웰의 1984년이나 올더스 헉슬리의 멋진 신세계에서와 같이 하나의 작품에 담길 수도 있고, 연재소설, 시리즈, 열린 결말이나 여러 작가들이 참가하는 형식에 담길 수도 있다.
대부분의 소규모 세계관들에서는, 주요한 요소들과 연표상의 사건들이 일관적인 지속성에 맞춰진다. 하지만, 여러 작가들, 편집자들, 감독들이 고쳐 쓰거나 개정한 세계관들의 경우에는, 과실이나 고의에 의해 지속성이 무너질 수 있다.
팬덤 구성원들은 종종 그러한 오류들을 보완하기 위해 직접 설정을 만들기도 한다; 널리 받아들여진 팬들의 설정은 종종 공식 설정이 되기도 한다. 세계관에 대한 (팬 픽션, 대체 세계, 파스티슈, 패러디)설정 추가들은 승인받지 않는 한 공식 설정으로 여겨지지 않는다.

## 공동 작업
세계관이 상업적으로 큰 성공을 거두어 다른 매체가 이에 합류하게 될 때에는 세계관이 종종 공유되기도 한다. 예를 들어, 성공한 영화는, 그에 기반한 이야기를 쓰고 싶어하는, 다양한 작가들의 주목을 받을 수 있다. 저작권자나 프랜차이즈가 어느 정도의 통제력을 갖는가는 종종 라이선스 계약의 쟁점이 된다.
예를 들어, 슈퍼맨 만화책은 매우 유명해져서 30개가 넘는 라디오, 텔레비전, 영화 시리즈와 그와 비슷한 수의 비디오 게임, 놀이기구, 책과 노래들을 파생시켰다. 다른 쪽에서는, 스타 트렉과 스타 워즈 모두 다양한 설정들을 가진 수백의 책과 게임들을 만들었다.
세계관들은 종종 여러 작가들에 의해 공유되기도 하는데, 그러한 세계에서의 각 작가의 작품들은 거의 평등하게 설정으로 대우받는다.
이와 다른 경우에는 하나나 여럿의 작가들에 의해 만들어진 세계들이 설정으로 사용되지 않는데, 롤플레잉 게임과 비디오 게임들에서의 게임 설정 등이 이에 해당한다. 가상 세계는 온라인 컴퓨터 게임, 특히 MMORPG와 MUD의 배경이 되는 세계관이다. 크로스오버 작품에서는 둘 이상의 등장인물들, 시리즈들, 세계들이, 주로 한 작가나 한 기업에서 만들어진 등장인물이 다른 작가나 기업의 등장인물과 만나는 맥락으로, 시리즈나 세계의 크로스오버가 이루어진다. 두 세계관 전체가 크로스오버되는 경우, 이야기상에서 실제로 한 세계에서 다른 세계로의 이동이 이루어질 수 있다. 이러한 크로스오버들은 보통, 항상은 아니지만, 작가들이나 저작권자들에 의해 설정 외의 것으로 여겨진다.

## 참고 문헌
- Alberto Manguel and Gianni Guadalupi: The Dictionary of Imaginary Places, New York : Harcourt Brace, c2000. ISBN 0-15-100541-9
- Brian Stableford: The Dictionary of Science Fiction Places, New York : Wonderland Press, c1999. ISBN 0-684-84958-5
- Diana Wynne Jones: The Tough Guide to Fantasyland, New York : Firebird, 2006. ISBN 0-14-240722-4, Explains and parodies the common features of a standard fantasy world
- George Ochoa and Jeffery Osier: Writer's Guide to Creating A Science Fiction Universe, Cincinnati, Ohio : Writer's Digest Books, 1993. ISBN 0-89879-536-2
- Michael Page and Robert Ingpen : Encyclopedia of Things That Never Were: Creatures, Places, and People, 1987. ISBN 0-14-010008-3

## 같이 보기
- 대체 역사
- 세계 설정
- 허구 국가
- 허구 장소
- 설정
- 모의 현실
- 가상현실
- 다중 우주론